# Lac Dora
Pour les articles homonymes, voir Dora.
Le lac Dora (Ngayartakujarra) est un lac d'Australie-Occidentale.
C'est un lac salé saisonnier. Il se trouve a une altitude de 251 m.
Il est alimenté épisodiquement par la rivière Rudall, et a une superficie d'environ 52 000 ha.

Carte du lac Dora.